# Adetus pictoides
Adetus pictoides es una especie de escarabajo del género Adetus, familia Cerambycidae. Fue descrita científicamente por Breuning en 1973.
Habita en Costa Rica.